# Springfield Township (comté d'Oakland, Michigan)
Pour les articles homonymes, voir Springfield Township.
Springfield Township est un township du comté d'Oakland, dans le Michigan, aux États-Unis.